# Beatrycze węgierska
Beatrycze węgierska, it. Beatrice d'Ungheria (ur. 1290, zm. 1343 lub 1354) – hrabina Delfinatu, jako żona Jana II de Viennois.
Córka Karola Martela, tytularnego króla Węgier w latach 1290-1295 z rodu Andegawenów i Klemencji, córki króla Niemiec Rudolfa I Habsburga, siostra króla Węgier Karola Roberta.

## Życie
W 1296 jej rodzice zawarli kontrakt małżeński, na mocy którego wyszła za mąż za starszego o sześć lat Jana II z Viennois. Ślub odbył się w Neapolu, jego data nie jest znana. Po śmierci męża (1319) została zakonnicą w Cîteaux. W roku 1340 przeniosła się do założonego przez jej synów opactwa Saint-Just-de-Claix. Tam też zmarła w 1343 roku.

## Potomstwo Beatrycze i Jana
- Guigues VIII de Viennois (1309–1333), dziedzic de Viennois, mąż  Isabelle de France (1312-1348).
- Humbert II de Viennois (1312–1355), dziedzic de Viennois, mąż Marii de Baux (zm. 1345)[2].